# Tadeusz Noskowski

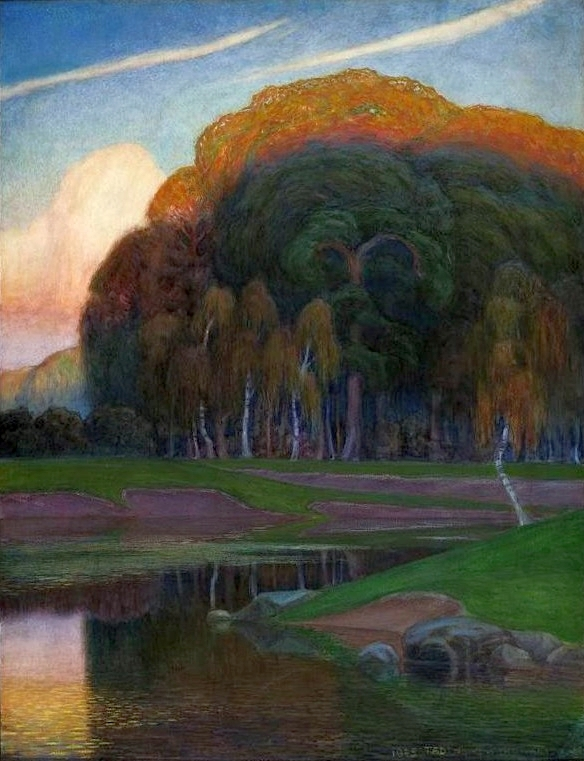
Tadeusz Noskowski, Pejzaż z drzewami, 1909

Tadeusz Józef Noskowski (ur. 27 września  1876 w Konstancji, zm. 2 stycznia 1932 w Warszawie) – polski malarz oraz pedagog.

## Życiorys
W latach 1892-1896 kształcił się w Warszawie, w Klasie Rysunkowej Wojciecha Gersona, a następnie studiował w Akademii Sztuk Pięknych w Krakowie pod kierunkiem m.in. Floriana Cynka, Jacka Malczewskiego i Teodora Axentowicza. Przez pewien czas mieszkał i uczył się w Bronowicach, u Lucjana Rydla. Istnieją informacje, że kochał on się skrycie w Marysi Mikołajczykównie - młoszej siostrze Jadwigi, żony poety.
Od 1915 roku mieszkał w Warszawie, gdzie uczył rysunku a także wykładał w Miejskiej Szkole Sztuk Zdobniczych i Malarstwa oraz Państwowym Instytucie Robót Ręcznych. Zajmował się sztuką użytkową - projektował m.in. okładki książek, albumów i czasopism, plakaty oraz ornamenty i winiety.
Jako malarz preferował malarstwo sztalugowe, choć nieobce było mu także tworzenie malowideł ściennych. Używał wielu technik, w tym farb olejnych,  akwareli, tempery, sangwiny, pasteli oraz kredki. Malował pejzaże, które stanowiły najczęstszą tematykę jego prac, a także martwe natury oraz portrety. Uznawano, że jego obrazy nosiły cechy "przybyszewszczyzny". Prace Noskowskiego wystawiane były m.in. w warszawskiej Zachęcie, Salonie Aleksandra Krywulta oraz siedzibie Towarzystwa Przyjaciół Sztuk Pięknych w Krakowie.
Tadeusz Boy-Żeleński w swoim artykule pt. "Plotka o "Weselu" Wyspiańskiego" z 1922 roku stwierdził, że Tadeusz Noskowski był pierwowzorem występującej w dramacie postaci Nosa, przyznając jednocześnie że postać ta może nosić również cechy innego malarza - Stanisława Czajkowskiego.

### Rodzina
Był synem kompozytora i pedagoga Zygmunta Noskowskiego (1846-1909) oraz Stanisławy z d. Segedy. Jego bratem był aktor Zygmunt Noskowski (1880-1952).